# Gnophos catenulata
Gnophos catenulata là một loài bướm đêm trong họ Geometridae.